# Aleksander Pelc
Aleksander Pelc ps. „Kordian” (ur. 12 grudnia 1920 w Łańcucie, zm. 3 października 2005 tamże) – żołnierz polskiego ruchu oporu w czasie II wojny światowej.

## Życiorys
Ukończył Państwowe Gimnazjum im. Henryka Sienkiewicza w Łańcucie. W lipcu 1941 dołączył do Związku Walki Zbrojnej. Ukończył następnie Kurs Podchorążych Rezerwy Piechoty.
Służył w Placówce nr 1 Łańcut-miasto Obwodu Łańcut Armii Krajowej jako podoficer kontrwywiadu. Od sierpnia 1942 był szefem wywiadu przy Komendzie Obwodu, a od sierpnia 1943 II adiutantem komendanta obwodu.
Uczestniczył w wielu akcjach, m.in. uwalniając jeńców w Żołyni, atakując posterunek ukraińskiej policji w Sieniawie i likwidując konfidentów Gestapo na terenie obwodu.
W listopadzie 1944 został awansowany na stopień podporucznika. Odznaczony Krzyżem Walecznych i Złotym Krzyżem Zasługi z Mieczami.